# Кожин, Владимир Николаевич
Владимир Николаевич Кожин (20 мая 1932 — 23 августа 1990, Свердловск) — советский лыжник и биатлонист, спортивный судья. Призёр чемпионата СССР по биатлону (1958). Мастер спорта СССР по лыжному спорту (1956), почётный мастер спорта СССР по биатлону (1965).

## Биография
Представлял спортивное общество «Динамо» и город Свердловск. В начале своей карьеры занимался лыжными гонками, в 1956 году выполнил норматив мастера спорта.
С 1958 года выступал в биатлоне. На чемпионате СССР 1958 года выиграл бронзовую медаль, пропустив вперёд двух других представителей Свердловска — Александра Губина и Виктора Бутакова.
По окончании спортивной карьеры был судьёй соревнований по лыжным гонкам и биатлону, имел республиканскую категорию. Награждён десятью правительственными наградами.
Скончался в 1990 году в Свердловске. Похоронен на Нижнеисетском кладбище.